# Мари-Посенур
Мари-Посенур (мар. Чоманэҥер) — деревня в Мари-Турекском районе Республики Марий Эл. Входит в состав Карлыганского сельского поселения.

## География
Находится в восточной части республики Марий Эл на расстоянии приблизительно 39 км по прямой на юго-восток от районного центра посёлка Мари-Турек.

## История
Известна с 1816 года, когда в деревне числилось 58 жителей. По сведениям 1859—1873 годов Посенур (Чоманер), казённая деревня по речке Арборке, имела 39 дворов с населением 309 человек. В 1905 году в деревне 37 дворов, в ней проживал 181 человек. С 1933 года в ней числилось 142 жителя. В 1947 году в деревне был 51 двор, проживали 206 человек. В 1970 году в деревне 237 жителей, а в 1979 году — 157. В 2000 году в деревне имелось 42 двора. В советское время работали колхозы «Кече» («Солнце»), «Йошкар кече» («Красное солнце»), совхоз «Восход».

## Население
Население составляло 122 человека (мари 99 %) в 2002 году, 127 в 2010.